# Ministerio Federal de Salud (Alemania)
El Ministerio Federal de Salud (en alemán: Bundesministerium für Gesundheit, abreviado BMG) es un departamento ministerial de la República Federal de Alemania. Es el mayor departamento del Gobierno federal alemán, siendo responsable de la salud pública. El ministerio se encuentra oficialmente en Bonn, con una segunda oficina, donde se encuentra la gestión del ministerio, ubicada en Berlín.

## Historia
El Ministerio Federal de Salud fue fundado en 1961; en 1969 se fusionó con el Ministerio Federal de la Familia y la Juventud para crear el nuevo Ministerio Federal para la Juventud, la Familia y la Salud.
En 1991, el Ministerio Federal de Salud fue restaurado. En 2002, se amplió para incluir a los asuntos sociales y  se transformó en el "Ministerio Federal de Salud y Seguridad Social" (Bundesministerium für Gesundheit und Soziale Sicherung). En 2005 se redujo de nuevo a la salud, y la responsabilidad de los asuntos sociales se trasladó al Ministerio Federal de Trabajo y Asuntos Sociales de Alemania (Bundesministerium für Arbeit und Soziales).

## Funciones
El Ministerio Federal de Salud es responsable de:
- el mantenimiento de la eficacia y la eficiencia del seguro obligatorio de enfermedad y los sistemas de seguro de cuidado a largo plazo
- mantener y mejorar la calidad del sistema de salud
- el fortalecimiento de los intereses de los pacientes
- mantener la viabilidad económica y la estabilización de los niveles de contribución
- cuidado de la salud preventiva y profiláctica
- la Ley de protección contra la infección (Infektionsschutzgesetz o IfSG)
- establecer directrices para la fabricación, ensayos clínicos, aprobación, canales de distribución y monitoreo de medicamentos y dispositivos médicos. Los objetivos son:
  - calidad, la eficacia y la seguridad médica
  - seguridad de los productos médicos biológicos tales como productos de sangre
- estupefacientes y la prevención de riesgos de adicción
- la prevención, la rehabilitación y la política de discapacidad
- rehabilitación médica y ocupacional
- la ley de discapacidad
- prestar asistencia a las personas con discapacidad y promover sus intereses
- Política sanitaria europea e internacional

## Función de supervisión
El Ministerio Federal de Salud es responsable de la supervisión disciplinaria de las siguientes instituciones gubernamentales:
- Instituto Federal de Medicamentos y Productos Sanitarios (alemán: Bundesinstitut für Arzneimittel und Medizinprodukte, abreviado BfArM) con sede en Bonn;
- Centro Federal de Educación para la Salud (alemán: Bundeszentrale für gesundheitliche Aufklärung, abreviado BZgA) con sede en Colonia;
- Instituto Alemán de Documentación e Información Médica (alemán: Deutsches Institut für medizinische Dokumentation und Información, abreviado DIMDI) con sede en Colonia;
- Paul-Ehrlich-Institut (PEI), el Instituto Federal de vacunas y biofármacos, con sed en Langen (Hesse);
- Instituto Robert Koch (RKI) con sede en Berlín;

Además es responsable de la supervisión legal de las organizaciones coordinadoras de los planes de seguro médico obligatorio.